# Unternehmensspende
Unternehmensspenden (englisch Corporate Giving) bezeichnet den Transfer von Geld, Gütern und Leistungen von Unternehmen für gemeinwohlorientierte Zwecke. Mithin umfasst dies sowohl Finanz- als auch Sachleistungen. Auch die Gestattung einer Nutzung von Räumlichkeiten oder betrieblichen Mitteln (Computer, Kopierer, Papier etc.) fällt in den Bereich des Corporate Giving. Wesentliches Merkmal ist, dass diese Spenden freiwillig, also ohne jede rechtliche Verpflichtung, sowie ohne jede Gegenleistung erfolgen.
In der Literatur wird das Corporate Giving dem Konzept des Corporate Citizenship untergeordnet. Corporate Giving ist demnach auf der gleichen Ebene angesiedelt wie das Corporate Volunteering, der freiwillige Einsatz von Arbeitskraft bzw. das freiwillige Bereitstellen von Personal, und das Corporate Foundations, die Gründung von Unternehmensstiftungen. Auf Seiten der gemeinwohlorientiertem Organisation zählt Corporate Giving zum Fundraising; das gebende Unternehmen ist ein Förderer.
Unternehmensspenden werden in Deutschland steuerlich begünstigt, Ansatzpunkte bieten § 9 Abs. 1 Nr. 2 Körperschaftsteuergesetz sowie § 9 Nr. 5 Gewerbesteuergesetz. Neben den steuerlichen Anreizen besteht der Vorteil einer Spende darin, dass Unternehmen einen vergleichsweise geringen konzeptionellen und verwaltungstechnischen Aufwand haben.

## Begriffsabgrenzung Sponsoring
Der Unterschied zwischen Unternehmensspenden und Sponsoring besteht in der vertraglichen Vereinbarung zwischen Sponsor und Gesponsertem, die eine konkrete Gegenleistung für die Zuwendungen des Sponsors enthält. In Abgrenzung hierzu erfolgen Unternehmensspenden freiwillig und ohne Gegenleistung.

## Spendenmotive
Vereinfacht gibt es zwei Stoßrichtungen, in die Spendenmotive zielen können – sie können unternehmensbezogen und/oder gesellschaftspolitisch motiviert sein. In der Praxis zeigt sich, dass Unternehmensspenden häufig aus einer Gemengelage verschiedener Motive heraus erfolgen, die unternehmensbezogene und gesellschaftspolitische Vorteile unterschiedlich stark berücksichtigen.

### Unternehmensbezogene Spendenmotive
Unternehmensbezogene Spendenmotive können sein:
- Erhöhung der Mitarbeiterzufriedenheit und Stärkung der Mitarbeiterbindung
- erleichterte Personalgewinnung
- unterstützende Maßnahme zur Mitarbeiterentwicklung
- zum Ausbau der Kundenbindung
- verbesserte Kundengewinnung und Verkaufsförderung
- steigende Bekanntheit und ein besseres Unternehmensimage
- unterstützt die Differenzierung am Markt und im Markenaufbau
- leichtere Beziehungspflege mit Stakeholdern
- ein intaktes Unternehmensumfeld
- erhöhte Standortattraktivität

### Gesellschaftsbezogene Spendenmotive
Gesellschaftsbezogene Spendenmotive können sein:
- die Überzeugung, dass, wenn es der Gesellschaft gut geht, es auch den Unternehmen gut geht
- die Stärkung des gesellschaftlichen Zusammenhalts
- unternehmerische Verantwortung für Nachhaltigkeit
- das Selbstverständnis als guter "Unternehmensbürger"
- unternehmerischer Beitrag zu gesellschaftlichen Problemlösungen
- Finanzierung von Aufgaben, die sonst nicht finanziert würden
- Ausgleich von öffentlichen Defiziten
- langfristiger Erhalt der Wettbewerbsfähigkeit einer Region oder eines Landes

## Situation in Deutschland
Im Jahre 2012 engagierten sich circa 64 Prozent aller Unternehmen in Deutschland gesellschaftlich. Dabei investierten die Unternehmen etwa 11 Milliarden Euro in entsprechende Corporate-Citizenship-Maßnahmen, davon 10,9 Milliarden Euro Geld-, Sach- und Infrastruktur-Spenden.

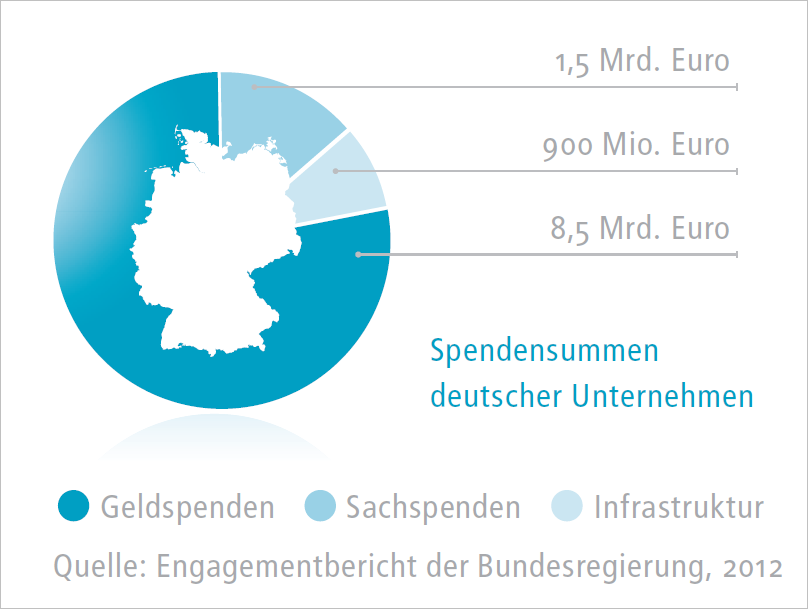
Spendensummen deutscher Unternehmen, 2012

Unternehmen engagieren sich überwiegend in den Bereichen Sport, Soziales, Kultur, Bildung, Gesundheit und Umweltschutz. Zu den am meisten bespendeten Organisationen zählen daher in Deutschland die Aktion Mensch, die Caritas, Ärzte ohne Grenzen, UNICEF oder der WWF.
Eine Untersuchung der Wirtschaftsprüfungsgesellschaft PricewaterhouseCoopers im Jahr 2012 ergab, dass der Anteil der Spenden, die in unmittelbarem Bezug zu den Geschäftsfeldern der Unternehmen stehen, am Gesamtspendenbudget in jedem zweiten Großunternehmen weniger als 50 Prozent betrugen. Lediglich 14 der 100 Großunternehmen gaben an, dass alle Spenden des Unternehmens einen direkten Bezug zu dem Geschäftsfeld der Firma aufwiesen.

## Kritik
Kritiker bemängeln, dass Unternehmensspenden häufig weder eine nachhaltige Wirkung erzielen noch altruistisch seien, sondern oftmals lediglich dazu dienten, Unternehmen von ihrem schlechten Image zu befreien ("PR-Effekte", "Greenwashing", "Schönfärberei"). Manche Unternehmen geben aus freien Stücken zu, dass sie teils lediglich "aus Imagegründen" spenden.